# Campillo de Altobuey
Campillo de Altobuey é um município da Espanha, na província de Cuenca, comunidade autônoma de Castela-Mancha. Tem 172,41 km² de área e em 2021 tinha 1 246 habitantes (densidade: 7,2 hab./km²). Limita com os municípios de Almodóvar del Pinar, Enguídanos, Gabaldón, Iniesta, Motilla del Palancar, Paracuellos e Puebla del Salvador.